# Рэнди, Джордж Алан
Рэнди Алан Джордж (род. 1 ноября 1964) — генерал армии США, с 4 августа 2023 года занимает пост и.о. начальника штаба армии США, с 5 августа 2022 года занимал пост вице-начальника штаба армии США. Служил старшим военным советником министра обороны США.
Родился и вырос в городе Алден, штат Айова, в семье Роберта и Лорейн Джордж. Служил солдатом, после чего был зачислен в Военную академию США в г. Уэст-Пойнт в 1984 году. Окончил академию со степенью бакалавра наук в 1988 году. В дальнейшем получил степень магистра по экономике в Колорадской школе шахт и степень магистра по исследованиям в области международной безопасности в Военно-морском колледже.

## Награды и знаки отличия
|  | Значок боевого пехотинца со звездой (обозначает вторую награду) |
|  | Senior Combat Parachutist Badge with one bronze jump star       |
|  | Ranger tab                                                      |
|  | Air Assault Badge                                               |
|  | Значок объединённого комитета начальников штабов                |
|  | Office of the Secretary of Defense Identification Badge         |
|  | Combat Service Identification Badge 4-й пехотной дивизии        |
|  | 12th Infantry Regiment Distinctive Unit Insignia                |
|  | 7 Overseas Service Bars                                         |

| | Медаль «За выдающуюся службу»                                                  |
| Бронзовый пучок дубовых листьев | Медаль «За выдающуюся службу» (Армия США) с дубовых листов                     |
| Бронзовый пучок дубовых листьев · Бронзовый пучок дубовых листьев · Бронзовый пучок дубовых листьев | Медаль «За отличную службу» с тремя бронзовыми дубовыми листьями               |
| Бронзовый пучок дубовых листьев · Бронзовый пучок дубовых листьев · Бронзовый пучок дубовых листьев | Орден «Легион почёта» с тремя дубовыми листьями                                |
| Бронзовый пучок дубовых листьев · Бронзовый пучок дубовых листьев · Бронзовый пучок дубовых листьев · Width-44 scarlet ribbon with width-4 ultramarine blue stripe at center, surrounded by width-1 white stripes. Width-1 white stripes are at the edges. | Бронзовая звезда с тремя дубовыми листьями                                     |
| | Пурпурное сердце                                                               |
| Бронзовый пучок дубовых листьев · Бронзовый пучок дубовых листьев · Бронзовый пучок дубовых листьев · Бронзовый пучок дубовых листьев | Медаль «За похвальную службу» с четырьмя дубовыми листьями                     |
| | Похвальная медаль Объединённого командования                                   |
| Бронзовый пучок дубовых листьев · Бронзовый пучок дубовых листьев · Бронзовый пучок дубовых листьев · Бронзовый пучок дубовых листьев | Похвальная медаль (армия) с четырьмя дубовыми листьями                         |
| Бронзовый пучок дубовых листьев · Бронзовый пучок дубовых листьев · Бронзовый пучок дубовых листьев | Army Achievement Medal с тремя дубовыми листьями                               |
| Бронзовый пучок дубовых листьев · Бронзовый пучок дубовых листьев · Бронзовый пучок дубовых листьев · Бронзовый пучок дубовых листьев | Похвальная благодарность армейской воинской части с четырьмя дубовыми листьями |
| | Медаль «За безупречную службу» (армия)                                         |
| Бронзовая звезда за службу | Медаль «За службу национальной обороне» с бронзовой звездой за службу          |
| | Медаль экспедиционных вооружённых сил                                          |
| | Медаль «За службу в Юго-Западной Азии»                                         |
| Бронзовая звезда за службу | Медаль «За кампанию в Афганистане» с звездой за кампанию                       |
| Серебряная звезда за службу | Медаль «За Иракскую кампанию» с серебряной звездой за кампанию                 |
| | Медаль «За службу в экспедиционных войсках глобальной войны с терроризмом»     |
| | Army Service Ribbon                                                            |
| Бронзовый пучок дубовых листьев · Бронзовый пучок дубовых листьев | Army Overseas Service Ribbon с бронзовым номером 2                             |
| | Медаль НАТО за службу в ISAF                                                   |
| | Медаль Освобождения Кувейта (Саудовская Аравия)                                |
| | Медаль Освобождения (Кувейт)                                                   |